# رالشتيد
رالشتيد (بالألمانية: Rahlstedt) هو أحد الأحياء الواقعة شمال شرقي مدينة هامبورغ والتابع لناحية فاندسبك. تحده من الشرق ولاية شليسفيغ هولشتاين.

## لمحة تاريخية
تم ذكر رالشتيد لأول مرة في الوثائق الرسمية في العامين 1212م و 1248م. كما أن كنيسة رالشتيد القديمة يعود بناؤها للقرن الثالث عشر الميلادي. تم افتتاح محطة للسكك الحديدية فيها في العام 1893م بطلب من رجل الأعمال كورد إيدوارد غروبة (1856م - 1924م). كما أن العام 1896م شهد افتتاح أول فرع لبنك شباركاسه في المنطقة.

## المواصلات والمرور
يمر من الحي خط قطار U1 كما تمر منه قطارات النقل الفدرالي RB81 إضافة إلى عدد من خطوط الحافلات مثل خطوط 16, 24, 167, 168 و 275.